# Mary Beth Edelson
Mary Beth Edelson née en 1933 à East Chicago, dans l'Indiana et morte le 20 avril 2021,, est une artiste américaine pionnière du mouvement artistique féministe et considérée comme l'une des « artistes féministes de première génération ». Elle est également active dans le mouvement des droits civiques. Mary Beth Edelson utilise notamment les techniques de la gravure, du collage, de la peinture, la photographie et les performances artistiques. Ses œuvres ont été présentées dans des musées tels que le Museum of Modern Art et le Smithsonian American Art Museum.

## Biographie
Encouragée par ses parents, Mary Beth Edelson s'intéresse à l'art et à l'activisme à l'âge de 14 ans,. 
De 1951 à 1955, Mary Beth Edelson étudie à l'université DePauw de Greencastle dans l'Indiana tout en étudiant en parallèle à l'école de l'Institut d'art de Chicago (1953-1954). Ses œuvres sont exposées en 1955 lors d'une exposition pour les étudiants de troisième année. L'une de ses peintures est jugée inconvenante. Des membres du corps enseignant en colère exigent que les œuvres soient retirées de l'exposition. Cela entraîne une manifestation de protestation à l'université. 
Après avoir obtenu son diplôme de l'École de l'Institut d'art de Chicago, Mary Beth Edelson déménage à New-York où elle s'inscrit à un programme d'études supérieures à l'Université de New York. En 1958, elle obtient sa maîtrise ès art. 
Mary Beth Edelson réside à New-York au milieu des années 1950 puis habite à Indianapolis. Elle est propriétaire d'une galerie d'art jusqu'en 1968, année de son déménagement à Washington. Mary Beth Edelson s'installe à New York dans les années 1970,. 

## Engagements féministes et pour les droits civiques
Au cours de la seconde moitié des années 1950, Mary Beth Edelson devient active dans le mouvement féministe émergent ainsi que dans le mouvement des droits civiques. En 1968, elle établit la première conférence du pays sur les femmes dans les arts visuels à Washington DC. Mary Beth Edelson présente son premier discours féministe au John Herron Art Institute. 
Chrysalis et le collectif Heresies, y compris la publication du journal Heresies, ont été fondés en partie grâce aux efforts de Mary Beth Edelson. De 1992 à 1994, elle s'implique dans la direction du Comité sur la diversité et l'inclusion ainsi que la Women's Action Coalition (WAC),. 
Mary Beth Edelson est membre du Title IX Task Force, un groupe d'action dont le but est d'augmenter la visibilité des peintures et sculptures de femmes dans les musées, conformément à la loi de 1964 sur les droits civils qui interdit la discrimination sexuelle aux organisations financées par le gouvernement fédéral. Le groupe, constitué en 1998, a déposé une plainte auprès du National Endowment for the Arts contre le Museum of Modern Art, le Guggenheim Museum et le Whitney Museum of American Art. 

## Œuvre féministe
L'art conceptuel féministe de Mary Beth Edelson se compose de sculptures en bronze, de peintures, de collages, d'estampes, de boîtes à histoires et de croquis. Elle est également photographe, autrice et artiste de performance, et a donné des conférences dans des musées et des universités partout en Amérique du Nord. 
Mary Beth Edelson est considérée comme l'une des « artistes féministes de première génération », un groupe qui comprend également Rachel Rosenthal, Carolee Schneeman et Judy Chicago. Travaillant dans le cadre conceptuel plus large du mouvement artistique féministe des années 1970, les peintures, collages et performances de Mary Beth Edelson défient les valeurs patriarcales hégémoniques. Les thèmes courants dans le travail de Mary Beth Edelson de cette période incluent : les anciennes figures de déesses telles que « l'énigmatique Baubo, le rusé Sheela-na-gig, une déesse des oiseaux égyptienne et les déesses des serpents Minoen » ; références à la culture populaire et subversions de scènes historiques de l'art. Lucy Lippard décrit l'approche de Mary Beth Edelson  comme suit : « Le travail de Mary Beth Edelson découle de la double force du féminisme. À l'instar de la grande déesse à qui elle a dédié son art, elle se retrouve dans au moins deux grands aspects : la rage politique et l'affirmation qui donne la vie. Les deux se fondent dans une identification individuelle avec le moi collectif ». 